# 中国机器博弈锦标赛
中国机器博弈锦标赛，是由中国人工智能学会主办的，面向全国开展的棋类博弈计算机软件竞赛，计划为每年举办一届。2006年举行首届比赛，名为中国象棋计算机博弈锦标赛，从2007年的第二届比赛起正式命名为中国机器博弈锦标赛。它是棋类电脑软件及其开发人员的竞技平台，而非人类棋手的赛场。
机器博弈锦标赛的形式规则与一般人类棋手之间进行的棋类比赛相似。不同的是，比赛在棋类电脑软件（计算机程序）之间进行，人只起操作和交互作用，不参与下棋。比赛的核心是比较各个队伍的程序开发人员所设计的计算机棋类博弈算法的优劣。

## 竞赛规则
- 赛制：以代表队为单位报名参赛，代表队人数不限，每个代表队使用自制的一款参赛软件参加一种棋类项目的比赛。依据同一项目报名队伍的数目多少，决定在该项目中使用双循环制还是单循环制。
- 比赛项目：历届比赛开展过的棋类项目包括中国象棋、六子棋、围棋、九路围棋。具体开展何种项目，依据赛前报名情况决定。
- 软件：参赛软件必须具有自主知识产权，如果发生争议，裁判长有权查看源代码。比赛过程中不得修改程序或更换运行软件。
- 机器：参赛队伍自己携带机器（计算机），不限机器种类与性能。也可使用组委会提供的PC机。
- 操作方式：比赛双方选手借助计算机的输入输出设备（显示器、鼠标等），手工进行双方软件间的通信。必要时可以使用真实棋盘做媒介。选手不得用自己的思维取代软件的输出。欲修正操作失误，须征得裁判长同意。
- 计时：包干计时，具体时长依不同项目而定。采用与人类棋手比赛一致的棋类比赛专用计时钟。

## 历史
- 2006年8月2日至7日，首届中国象棋计算机博弈锦标赛。地点：北京，中国科技馆。承办单位：东北大学、清华大学、北京理工大学。比赛项目：中国象棋。
- 2007年10月3日至8日，第二届中国机器博弈锦标赛。地点：重庆，重庆工学院。承办单位：重庆工学院。比赛项目：中国象棋、六子棋、围棋、九路围棋。
- 2009年11月16日至19日，2009中国计算机博弈锦标赛。地点：深圳，深圳大学城。主办单位：中国人工智能学会、中创科技发展战略研究中心、深圳大学城。承办单位：北大深圳研究生院、清华深圳研究生院、哈工大深圳研究生院、深圳市航天意尚会展策划有限公司。协办单位：深圳大学计算机与软件学院、中科院深圳先进技术研究院。比赛项目：中国象棋、六子棋、围棋、九路围棋。
- 2010年11月6日至8日，2010中国机器博弈锦标赛。地点：北京，北京理工大学。承办单位：北京理工大学。比赛项目：中国象棋、围棋、九路围棋、六子棋、亚马逊棋、点格棋、蘇臘卡爾塔棋、幻影围棋。
- 2011年9月12日至14日，2011中国机器博弈锦标赛。地点：北京，北京科技大学。承办单位：北京科技大学。比赛项目：中国象棋、围棋、九路围棋、六子棋、亚马逊棋、点格棋、蘇臘卡爾塔棋、幻影围棋。

注：由于同类国际比赛“The 13th International Computer Games Championship”于2008年9月28日至10月5日在中国北京举行，中国方面主办单位仍为中国人工智能学会，故原定每年一届的中国机器博弈锦标赛在2008年未举行。